# Fischbach (Zwitserland)
Fischbach is een gemeente en plaats in het Zwitserse kanton Luzern en maakte deel uit van het district Willisau tot op 1 januari 2008 de districten van Luzern werden afgeschaft.

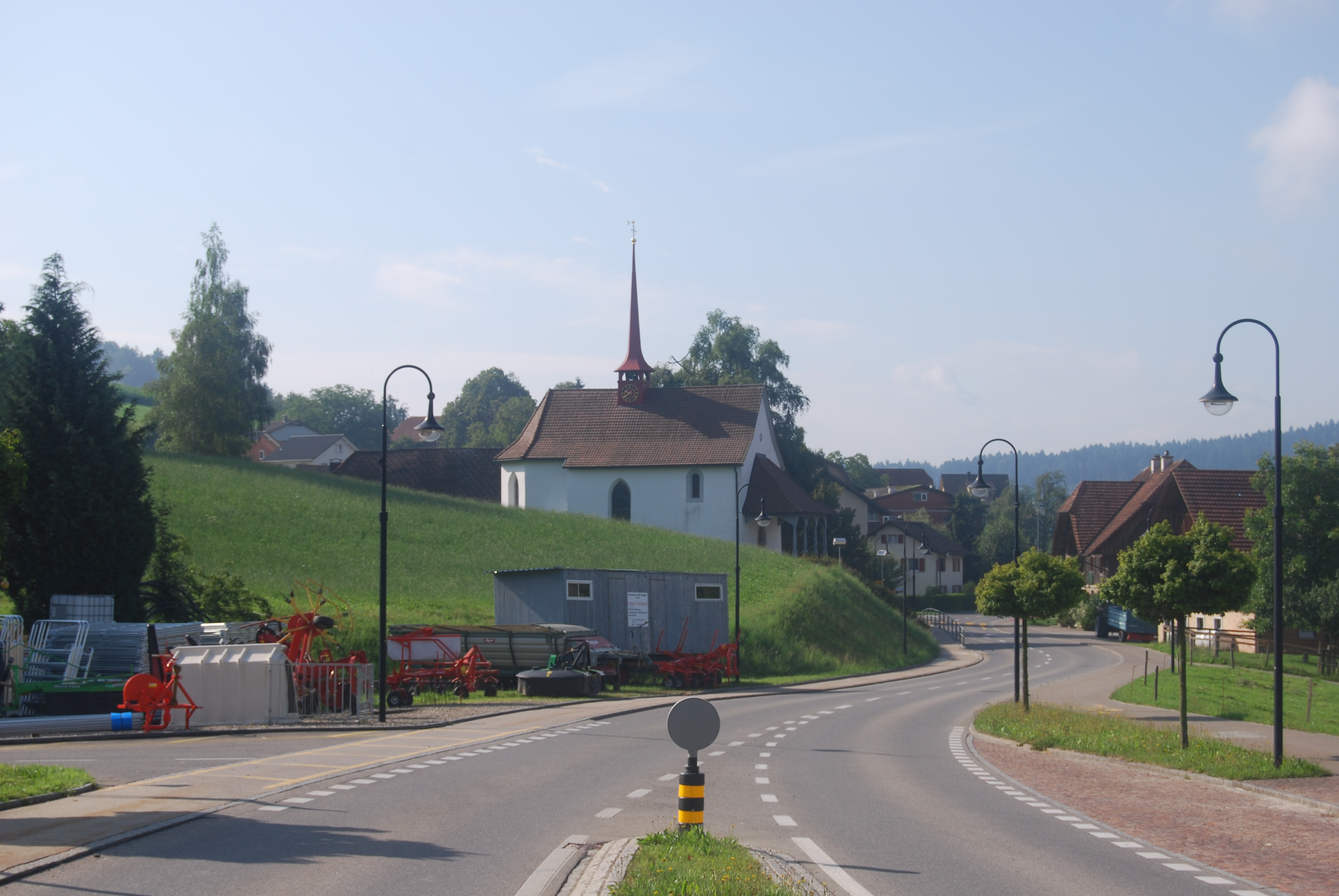
Fischbach

Fischbach telt 699 inwoners.